# 裴楊瓑
裴楊瓑（越南语：／，1757年—1828年），字存誠，号石甫、存齋，越南儒学学者。

## 生平
景兴十八年（1757年），裴楊瓑出生在乂安镇德光府罗山县安仝社安會村（今河静省德寿县松影社安仝村）。景兴三十五年（1774年），他参加乡试，考中乡贡。后来前往昇龍，进入国子监读书。景兴四十七年（1786年），他被任命为莅仁府（今河南省）训导，但他没有接受。
昭统元年（1787年）十月，裴楊瓑参加会试，考中会元。十一月，参加庭试，考中第二甲进士出身第一名，是该科庭元，时年30岁。不久，西山朝的武文任攻破昇龍，他隨昭統帝出奔諒山。後來昭統帝流亡中國，他則取道太原返回昇龍。光中三年（1790年），阮惠徵召他到富春，他藉口需要奉養母親而予以拒絕。
阮朝建立后，他在嘉隆四年（1805年）被任命为乂安督学。奉乂安协镇吴仁静之命，他开始编纂《乂安记》。嘉隆十一年（1812年），他被任命為國子監副督學。一年之後，他獲准致事還鄉，繼續編輯書籍。
明命九年（1828年），裴楊瓑在家鄉去世。

## 作品
裴楊瓑著有《乂安記》、《裴家訓孩》等。